# Asimetría estadística

En punteado amarillo: la media, en punteado azul: la moda.

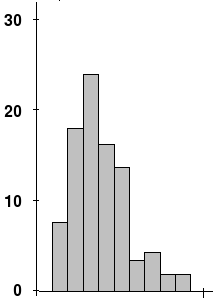
Ejemplo de datos experimentales con una asimetría positiva (respuesta gravitrópica de los coleóptilos del trigo).

## Definición
Las medidas de asimetría son indicadores que permiten establecer el grado de simetría (o asimetría) que presenta una distribución de probabilidad de una variable aleatoria sin tener que hacer su representación gráfica. 
Como eje de simetría consideramos una recta paralela al eje de ordenadas que pasa por la media de la distribución.
Si una distribución es simétrica, existe el mismo número de valores a la derecha que a la izquierda de la media, por tanto, el mismo número de desviaciones con signo positivo que con signo negativo. 
Decimos que hay asimetría positiva (o a la derecha) si la "cola" a la derecha de la media es más larga que la de la izquierda, es decir, si hay valores más separados de la media a la derecha. 
Diremos que hay asimetría negativa (o a la izquierda) si la "cola" a la izquierda de la media es más larga que la de la derecha, es decir, si hay valores más separados de la media a la izquierda.

## Medidas de asimetría

### Coeficiente de asimetría de Fisher
En teoría de la probabilidad y estadística, la medida de asimetría más utilizada parte del uso del 
tercer momento estándar. La razón de esto es que nos interesa mantener el signo de las desviaciones con respecto a la media, para obtener si son mayores las que ocurren a la derecha de la media que las de la izquierda. Sin embargo, no es buena idea tomar el momento estándar con respecto a la media de orden 1. Debido a que una simple suma de todas las desviaciones siempre es cero. En efecto, si por ejemplo, los datos están agrupados en {\displaystyle k} clases, se tiene que:
{\displaystyle \sum _{i=1}^{k}f_{i}(x_{i}-\mu )=\sum _{i=1}^{k}f_{i}x_{i}-\mu \sum _{i=1}^{k}f_{i}=\mu -\mu =0\!}
en donde {\displaystyle x_{i}} representa la marca de la clase {\displaystyle i}-ésima y {\displaystyle f_{i}} denota la frecuencia relativa de dicha clase.
Por ello, lo más sencillo es tomar las desviaciones al cubo. 
El coeficiente de asimetría de Fisher, representado por {\displaystyle \gamma _{1}}, se define como:
{\displaystyle \gamma _{1}={\frac {{\hat {\mu }}_{3}}{\sigma ^{3}}},\!}
donde {\displaystyle \mu _{3}} es el tercer momento en torno a la media y {\displaystyle \sigma } es la desviación estándar. 
Si {\displaystyle \gamma _{1}>0}, la distribución es asimétrica positiva o a la derecha. 
Si {\displaystyle \gamma _{1}<0}, la distribución es asimétrica negativa o a la izquierda.
Si la distribución es simétrica, entonces sabemos que {\displaystyle \gamma _{1}=0}. El recíproco no es cierto: es un error común asegurar que si {\displaystyle \gamma _{1}=0} entonces la distribución es simétrica (lo cual es falso).

### Coeficiente de asimetría de Pearson
Sólo se puede utilizar en distribuciones uniformes, unimodales y moderadamente asimétricas. Se basa en que en distribuciones simétricas la media de la distribución es igual a la moda. 
{\displaystyle A_{p}={\frac {\mu -moda}{\sigma }},\!}
donde {\displaystyle \mu } es el momento ordinario de orden 1, que corresponde a la media aritmética de la variable {\displaystyle X}.
Si la distribución es simétrica, {\displaystyle \mu =moda} y {\displaystyle A_{p}=0}. Si la distribución es asimétrica positiva la media se sitúa por encima de la moda y, por tanto, {\displaystyle A_{p}>0}.

### Coeficiente de asimetría de Bowley-Yule
Está basado en la posición de los cuartiles y la mediana, y utiliza la siguiente expresión:
{\displaystyle A_{BY}={\frac {Q_{3/4}+Q_{1/4}-2Me}{Q_{3/4}-Q_{1/4}}}\!}
En una distribución simétrica el tercer cuartil estará a la misma distancia de la mediana que el primer cuartil. Por tanto {\displaystyle A_{BY}=0}.
Si la distribución es positiva o a la derecha, {\displaystyle A_{BY}>0}.

## Utilidad
La asimetría resulta útil en muchos campos. Muchos modelos simplistas asumen una distribución normal, esto es, simétrica en torno a la media. La distribución normal tiene una asimetría cero. Cuando el tamaño de la muestra aumenta cualquier población tiende a volverse simétrica.
Una asimetría positiva implica que hay más valores distintos a la derecha de la media. 
Las medidas de asimetría, sobre todo el coeficiente de asimetría de Fisher, junto con las medidas de apuntamiento o curtosis se utilizan para contrastar si se puede aceptar que una distribución estadística sigue la distribución normal. Esto es necesario para realizar numerosos contrastes estadísticos en la teoría de inferencia estadística.